# یورگن ماخو
یورگن ماخو (انگلیسی: Jürgen Macho؛ زادهٔ ۲۴ اوت ۱۹۷۷) یک بازیکن فوتبال اهل اتریش است.
وی همچنین در تیم ملی فوتبال اتریش بازی کرده است.